# アト
アト（atto, 記号:a）は国際単位系 (SI) におけるSI接頭語の一つで、以下のように、基礎となる単位の 10−18 倍（= 0.000 000 000 000 000 001 倍、百京分の一）の量であることを示す。アットとも。
- 1 アト秒 = 0.000 000 000 000 000 001 秒
- 1 アトメートル = 0.000 000 000 000 000 001 メートル

1964年に導入されたもので、デンマーク語で「18」を意味する atten に由来する。